# The Versions
The Versions è il sesto album in studio della cantante svedese Neneh Cherry, pubblicato nel 2022.
Il disco consiste di nuove versioni in versione duetto di canzoni già edite dall'artista.

## Tracce
1. Buffalo Stance (featuring Robyn & Mapei) – 5:08
2. Manchild (featuring Sia) – 3:18
3. Woman (featuring Anohni) – 5:04
4. Buddy X (featuring Greentea Peng) – 2:47
5. Kootchi (featuring Jamila Woods) – 3:29
6. Sassy (featuring Tyson) – 3:49
7. Heart (featuring Sudan Archives) – 3:42
8. Kisses on the Wind (featuring Seinabo Sey) – 3:16
9. Manchild (featuring Kelsey Lu) – 3:36
10. Buddy X (Honey Dijon Remix) – 6:33